# Turbulente stroming

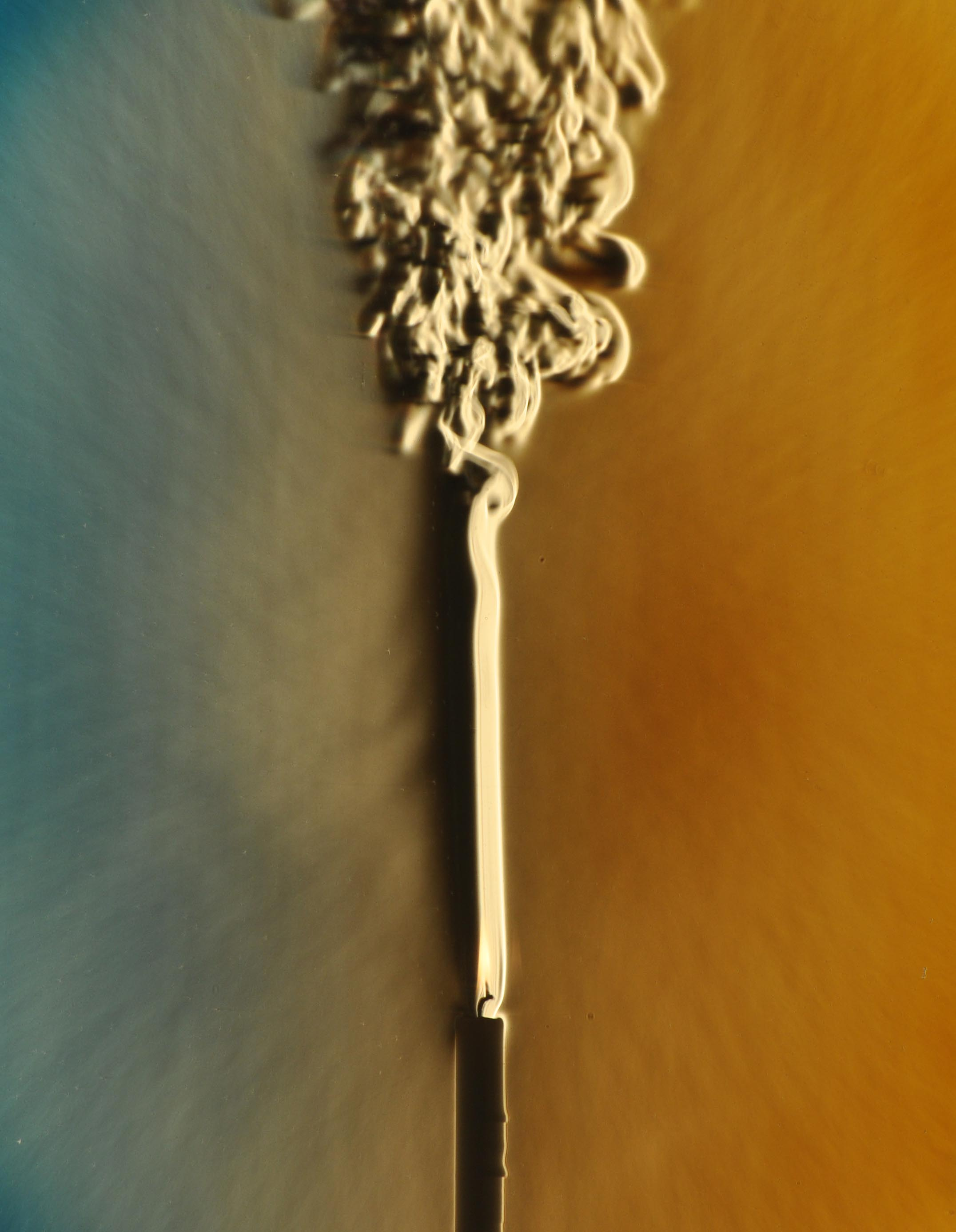
De rookpluim van deze kaars gaat van laminair naar turbulent. Het reynoldsgetal geeft aan wanneer deze overgang plaatsvindt

Turbulente stroming is een stroming die zich niet gelaagd, maar in wervels verplaatst. Er vindt veel stroming loodrecht op de hoofdstroom plaats. De tegenpool van turbulente stroming is laminaire stroming.
Turbulente stroming vindt plaats bij hogere stroomsnelheden. Wordt de snelheid kleiner, dan kan het type stroming omslaan naar laminair. Het moment waarop turbulente stroming overgaat in laminaire en andersom, wordt gekarakteriseerd door het reynoldsgetal. Het reynoldsgetal hangt niet alleen af van de snelheid, maar ook van de viscositeit. In viskeuze media zoals olie is de stroming daarom bij veel hogere snelheden nog laminair dan in bijvoorbeeld water. Turbulente stroming heeft een reynoldsgetal van meer dan circa 3500. Overigens is dit geen harde grens. Door zeer voorzichtig de snelheid te verhogen in een zeer gladde geometrie lukt het soms om ook bij hogere reynoldsgetallen nog laminaire stroming te krijgen. Andersom kan bij nog hogere snelheden of ongunstige vormen loslating van de grenslaag optreden, wat veelal een verdere vergroting van de luchtweerstand of stromingsweerstand oplevert.
In het algemeen is de stromingsweerstand voor turbulente stroming groter dan voor laminaire stroming. Door de aanwezigheid van wervels is de menging in een turbulente stroming veel sterker dan in een laminaire stroming.

## Voorbeelden

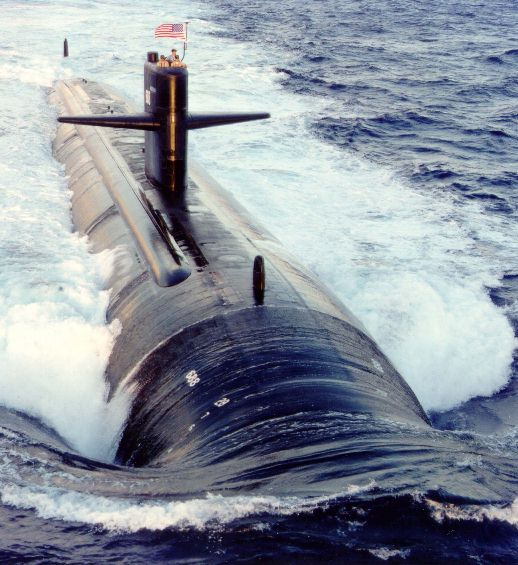
Laminaire en turbulente stroming over het dek van een onderzeeër

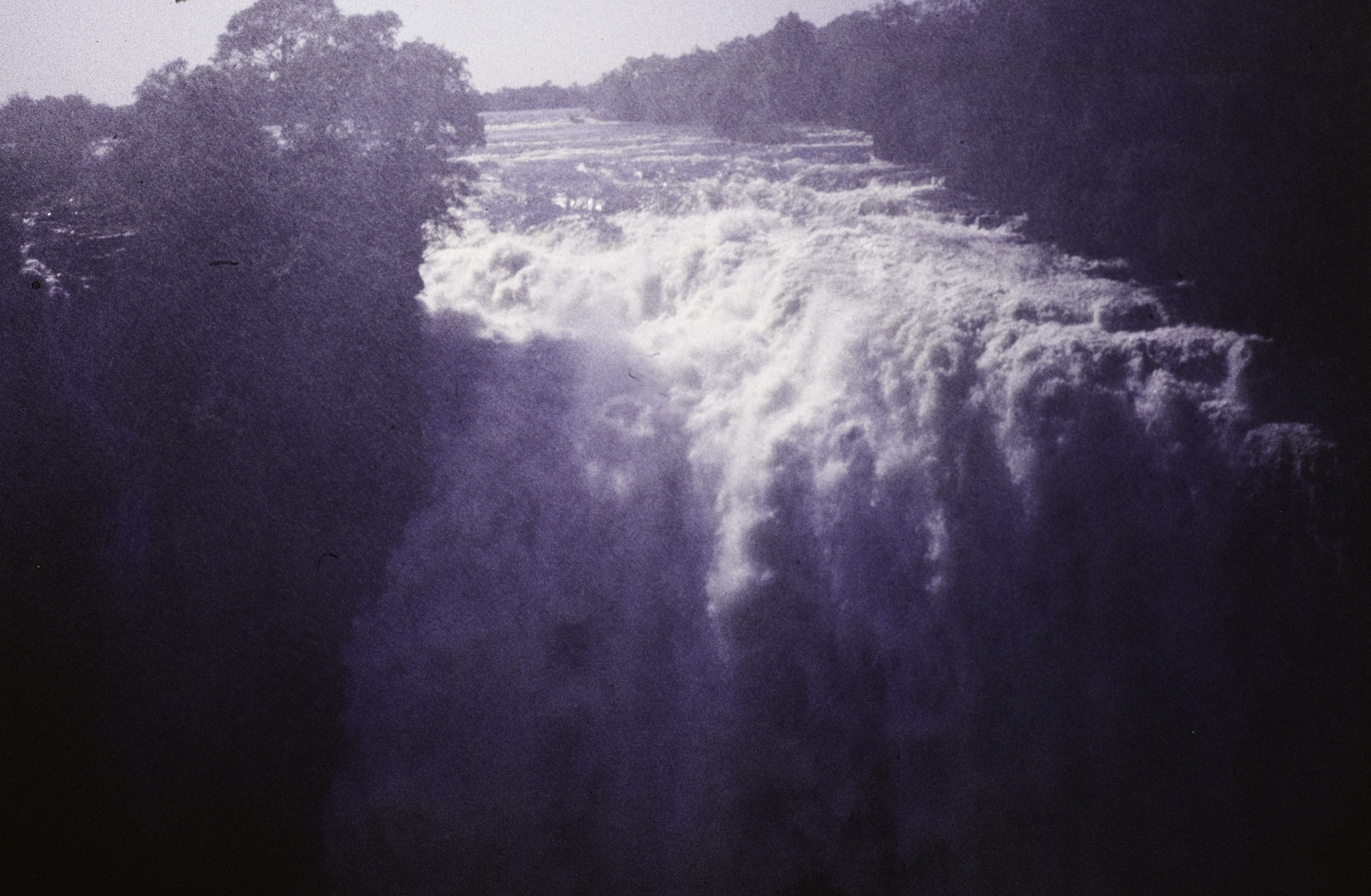
Laminaire (boven) en turbulente stroming (midden met schuim), Victoriawatervallen in de Zambesi, 1975

In water komt laminaire stroming alleen voor bij heel lage stroomsnelheden of bij hele dunne waterlagen. In de praktijk bijvoorbeeld bij grondwaterstroming of bij het afstromen van een dunne waterlaag, bijvoorbeeld over het dek van deze onderzeeër. Vaak wordt de aanwezigheid van wild water als criterium voor turbulentie gezien, maar dit is onjuist. Zeer gelijkmatige stroming van bijvoorbeeld 0,3 m/s in een gladde stroomgoot ziet er heel regelmatig uit, maar is toch turbulent. Dat blijkt bijvoorbeeld als er een kleurvloeistof in geïnjecteerd wordt, die duidelijk de wervels in het water laat zien.
Turbulentie wordt vaak waargenomen in alledaagse fenomenen zoals branding – niet-brekende golven zijn meestal niet turbulent – stromende rivieren, opbollende stormwolken of de rook uit een schoorsteen. De meeste vloeistofstromen die in de natuur voorkomen of die in technische toepassingen worden gemaakt, zijn turbulent.
Turbulentie is veroorzaakt door overschot aan kinetische energie in delen van een vloeistofstroom, die het dempende effect van de viscositeit van de vloeistof opheft. Om deze reden komt turbulentie vooral voor in vloeistoffen met lage viscositeit. In turbulente stroming verschijnen onstabiele wervelingen van vele groottes die met elkaar een interactie aangaan, met als gevolg een toename van de wrijving. Hierdoor is er meer energie nodig is om bijvoorbeeld een vloeistof door een pijp te pompen.
Ook de luchtstromingen in de atmosfeer zijn een voorbeeld van turbulentie. Hier zijn ook duidelijk de verschillende lengteschalen waar te nemen. Depressies zijn turbulente wervelingen met een diameter van honderden kilometers, terwijl een lokale wervelwind een maat heeft van maar een paar meter.

## Kenmerken
Een precieze definitie van turbulentie is nauwelijks te geven. Maar turbulentie wordt goed omschreven door de kenmerken ervan. In Tennekes & Lumley worden voor turbulente stroming de volgende kenmerken gegeven:
onregelmatigheid of toevalligheid (randomness)
Dit is karakteristiek voor turbulente stromingen. In plaats van een deterministische aanpak is daarom slechts een aanpak met statistische methoden mogelijk.
diffusiviteit
Een groot transport van impuls, warmte en stof treedt steeds op in turbulente stroming. (Hiermee hangt samen een snelle uitbreiding van turbulente stromen, bijvoorbeeld grenslagen.) Dit aspect is belangrijk i.v.m. bijvoorbeeld:
- verspreiding van afvalstoffen op zee;
- grote weerstand in pijpen;
- grote warmteoverdracht in koelwater

een groot reynoldsgetal
Bij grote getallen van Reynolds (Re) hebben laminaire stromingen de neiging instabiel te worden. In dat geval ontstaat turbulentie. De instabiliteiten hebben te maken met de verhouding tussen de niet-lineaire traagheidstermen en de viskeuze termen in de impulsbalansvergelijking (bewegingsvergelijking).
fluctuaties in de wervelsterkte (vorticiteit)
Turbulentie is 3-dimensionaal en wordt gekenmerkt door zijn hoge niveau van fluctuerende wervelsterkte. Turbulentie bestaande uit tweedimensionale wervel sterkte fluctuaties zou zichzelf niet kunnen handhaven. Cyclonen in de atmosfeer zijn in principe 2-dimensionaal, dus zijn zelf geen vorm van turbulentie; onregelmatige golven op het oceaanoppervlak zijn in hoge mate wervelvrij dus zijn niet een turbulente beweging.
dissipatie
Evenals de transporten is ook de energiedissipatie bij turbulente stroming veel groter dan bij laminaire stroming. Turbulente bewegingen zijn sterk dissipatief. Veel energie van de turbulente beweging gaat verloren door viscositeit bij de kleine wervels. Een grote aanvulling van turbulente energie door onttrekken van energie aan de gemiddelde stroming is nodig om de turbulentie in stand te houden.
continuüm
De kleinste schalen die in turbulentie optreden zijn gewoonlijk veel groter dan welke moleculaire lengteschaal ook. Een continuümbeschrijving voldoet dus evenzeer als voor een laminair bewegende vloeistof.
turbulente stromen zijn stromen
Turbulentie is een eigenschap van stromen, niet van de verschillende vloeistoffen. Elke vloeistof kan afhankelijk van de omstandigheden laminair of turbulent stromen.

## Tijd- en lengteschaal

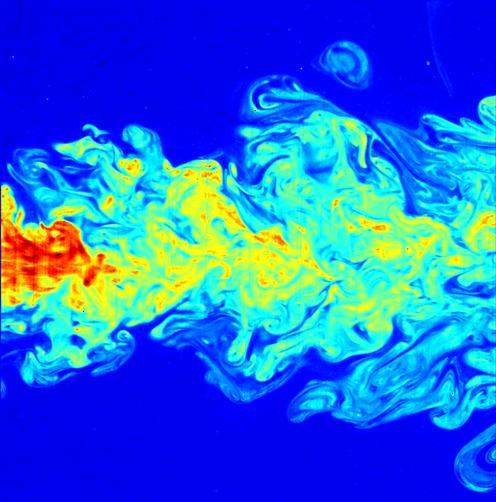
visualisatie van een turbulente straal

Turbulentie wordt gekarakteriseerd door een macroschaal en een microschaal. De macroschaal bestaat uit de grootste wervels die in de stroming voorkomen, en de microschaal (of Kolmogorov schaal)  uit de kleinste wervels. De grootste wervels vallen uiteen in kleinere wervels, die vervolgens weer in nog kleinere wervels uiteenvallen. Dit gaat door tot de allerkleinste wervels. Dit proces heet het cascadeproces, waarbij de bewegingsenergie van de grote wervels naar de kleine wervels wordt overgedragen. Bij de allerkleinste wervels wordt de bewegingsenergie direct omgezet in warmte.
Het feit dat er lengte- en tijdschalen zijn, laat zien dat het niet een volledig aselect proces is (zoals witte ruis). Het signaal van ruis is volledig onvoorspelbaar, terwijl op korte termijn, c.q. afstand de beweging in turbulentie wel voorspelbaar is. Vergelijk dit met de weersverwachting. Op een termijn van een paar dagen is de ligging van een depressie voorspelbaar, op langere termijn niet. Voor kleinere wervels, zoals buien, is de voorspeltermijn veel korter.

De figuur hierboven rechts geeft een kwalitatief beeld van een turbulente straal. Met een particle image velocimetry (PIV) techniek kunnen wervels ook kwantitatief zichtbaar gemaakt worden. De figuur hieronder (links) toont de wervels in een turbulente grenslaag in water bij een ruwe bodem. 

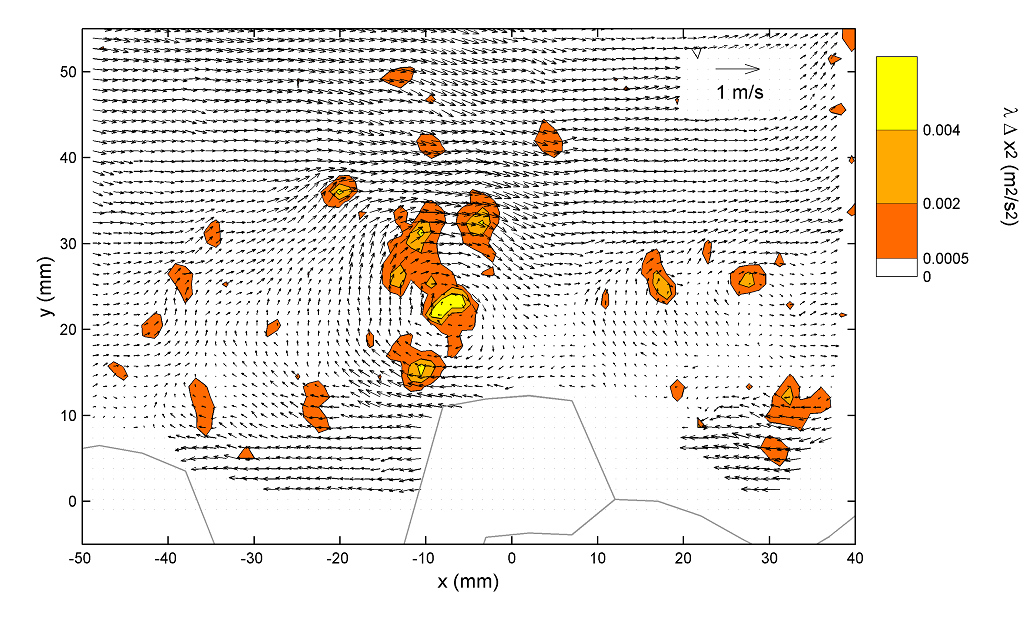
Relatieve snelheid in een wervel nabij de bodem

Het beeld is een langsdoorsnede van een stroomgoot. De stroming is van links naar rechts, de wervels bewegen dus ook van links naar rechts. Getoond wordt de relatieve snelheid, dus de werkelijke snelheid minus de tijdsgemiddelde snelheid (dus u '  en v ' , zie definitie hieronder).

## Kwantificering
Zoals boven beschreven bestaat turbulentie uit een deel dat een aselect karakter heeft, en een wervelkarakter.

### Het aselecte deel

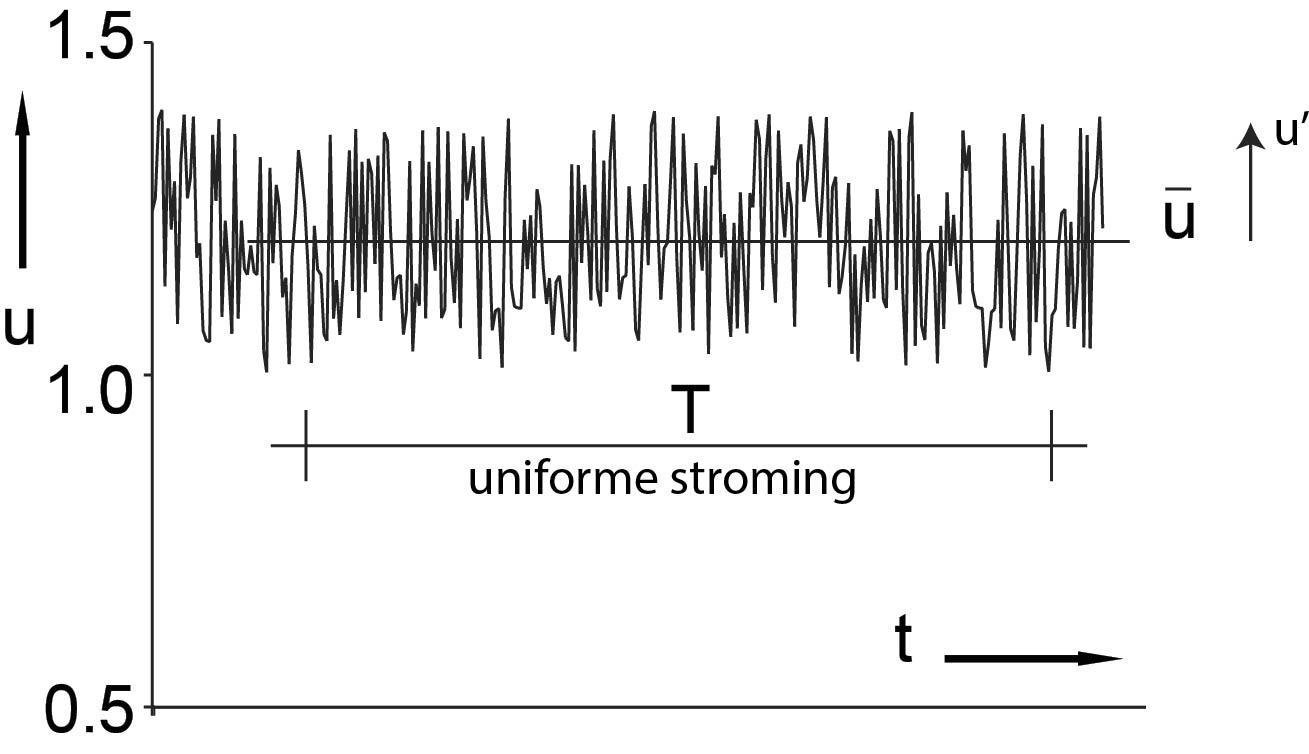
turbulente stroming als functie van de tijd

Het aselecte deel kan als een soort ruis beschouwd worden. Als op een bepaald punt in de stroming te snelheid gemeten wordt, is (in een uniforme stroming) het gemiddelde constant, met daaromheen een variatie. De snelheid heeft een component in drie richtingen (u, v en w). Zie de illustratie voor de u-snelheid. De werkelijke snelheid is dus de gemiddelde snelheid u plus een variërende component u' . Dit geeft dus:
{\displaystyle u={\overline {u}}+u'\quad v={\overline {v}}+v'\quad w={\overline {w}}+w'}
Hiermee kan de totale kinetische turbulente energie (k) bepaald worden, alsmede de relatieve turbulentie (r):
{\displaystyle k={\frac {1}{2}}\left({\overline {{u'}^{2}}}+{\overline {{v'}^{2}}}+{\overline {{w'}^{2}}}\right)}
{\displaystyle r_{u}={\frac {\sqrt {({\overline {{u'}^{2})}}}}{\overline {u}}}\quad r_{v}={\frac {\sqrt {({\overline {{v'}^{2})}}}}{\overline {v}}}\quad r_{w}={\frac {\sqrt {({\overline {{w'}^{2})}}}}{\overline {w}}}}
Let op: de volgorde van het berekenen van het kwadraat en van het gemiddelde is heel relevant: {\displaystyle {\overline {{u}^{2}}}\neq {{\overline {u}}^{2}}.}.
Vaak is de gemiddelde snelheid groot t.o.v. de fluctuaties. Als dat niet zo is (bijvoorbeeld veel turbulentie en een snelheid die verwaarloosbaar klein is, heeft de relatieve turbulentie intensiteit r geen betekenis.

### Het werveldeel
Het wervelkarakter kan beschreven worden met een autocorrelatie. Als een signaal echt aselect is, is iedere waarde volkomen willekeurig en onafhankelijk van de vorige waarde. Door nu de waarde van u'  voor een bepaald moment te vergelijken met de waarde van u'  een tijdstip Δt later kan dit onderzocht worden. De waarde {\displaystyle u'_{t}\cdot u'_{t+\Delta t}} wordt voor veel waarden van u'  en Δt bepaald, gemiddeld voor u'  en uitgezet als functie van Δt. Zie de figuur hier rechts onder. 

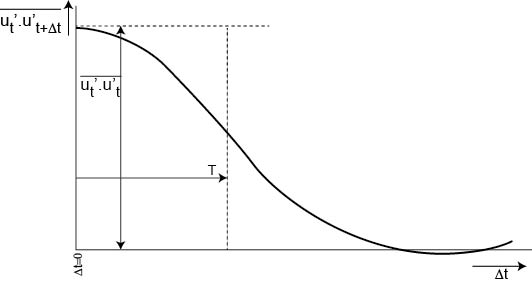
Integrale Tijdschaal

Als het signaal aselect is (dus echte ruis) dan is deze grafiek overal nul. Bij turbulentie is deze waarde maximaal voor Δt = 0 en neemt dan langzaam af (en wordt zelfs even negatief). Een representatieve waarde voor Δt kan nu bepaald worden door het oppervlak onder de grafiek te berekenen en dat te delen door de waarde bij Δt = 0. In formulevorm is dat:
{\displaystyle T={\frac {1}{\overline {u'^{2}}}}\int _{\Delta t=0}^{\infty }\left({\overline {u'_{t}\cdot u'_{t+\Delta t}}}\right)\mathrm {d} {(\Delta t)}}
De waarde T wordt de integrale tijdschaal genoemd. Hierbij geeft de overstreping ({\displaystyle {\overline {y}}}) een middeling over de tijd aan. Op een vergelijkbare wijze kan de integrale lengteschaal bepaald worden:
{\displaystyle L={\frac {1}{\overline {u'^{2}}}}\int _{\Delta x=0}^{\infty }\left({\overline {u'_{x}\cdot u'_{x+\Delta x}}}\right)\mathrm {d} {(\Delta x)}}
Hier is de overstreping ({\displaystyle {\overline {y}}}) een middeling over de plaats.

## Verdere informatie
Een wat oude, maar zeer duidelijke uitleg (in het Engels) over turbulentie wordt gegeven in een video van de US National Science Foundation.